# Trudnoća i porođaj tokom pandemije kovida 19
Trudnoća i porođaj u pandemiji kovida 19 jedan je od zdravstvenih problema koji od porodilja, njihove porodice i zdravstvene služeba zahteva neophodnu zaštitu i optimalnu negu. Pandemija kovida 19 prisilila je mnoge bolnice da potraže alternativne pristupe redovnom načinu zbrijnavanja trudnica u neplaniranim situacijama.
Iako se malo zna o stvarnim rizicima koje kovid 19 predstavlja u trudnoći, iskustva s virusima iste porodice (poput SARS-a i MERS-a ) ukazuju na to da trudnice mogu biti izložene većem riziku od teških respiratornih bolesti, nakon infekcije virusom uzročnikom kovida 19. t 

## Opšte informacije
Otprilike, od oko 18 slučajeva koji su do sada opisani u literaturi za vreme pandemije kovida 19, i koji su uglavnom iz Kine, samo je jedna trudnica zbog pogoršanja stanja zahtevala lečenje u intenzivnoj nezi. Izgledi da trudnice, u principu prolaze jednako dobro kao opšta populacija u tom starosnom periodu, i dobro se bore sa infekcijom Koovid-19, navode i neki izvori iz Srbije. Da je to tako ukazuju preliminarno istraživanje britanskih naučnika, koja su pokazala  da trudnice nisu podložnije ozbiljnijim posledicama ako obole od kovida 19 u odnosu na ostalu ženski populaciju i da se, ako se kod njih ipak razvije teži oblik bolesti, to najčešće dogodi u kasnijim fazama trudnoće.

### Morbiditet
Prema tome trudnice nemaju ozbiljniju formu bolesti, i očekuje se da će velika većina trudnica osetiti samo blage ili umerene simptome prehlade/gripe. Najćešće su teži simptomi poput upale pluća češći kod starijih trudnica, onih s oslabljenim imunološkim sistemom ili dugoročnim bolesnim stanjima. 
Vrlo mali broj trudnica ima teže simptome kovida 19, a neke od njih su nažalost podlegle bolesti.

### Uticaj koronavirusa na pobačaj
Budući da je reč o novom virusu, o kome tek počinjemo učiti, nema jasnih dokaza koji ukazuju na povećan rizik od pobačaja.
Prikupljeni podaci su pokazali da je većina trudnica primljena u bolnicu u vreme pandemije bila u poodmakloj trudnoći. Većina ih je bila trudna više od šest meseci, a taj podatak upućuje na značaj kontinuiranog pridržavanja mera fizičke distance u kasnijim fazama trudnoće. Iako je svaka peta beba rođena pre predviđenog termina i potom je smeštena na odeljenje neonatologije, manje od 20 novorođenčadi obuhvaćene studijom rođeno je pre 32. nedelje trudnoće.
Iako mnoge studije još nisu prošla recenziju, one ukazuju  na to da su trudnice koje pripadaju etničkim manjinama, kao i one sa prekomernom telesnom težinom i drugim komorbitetima poput visokog krvnog pritiska i dijabetesa, u većem procentu zadržane na bolničkom lečenju. Zabrinjava činjenica da je na bolničko lečenje primljen veći broj trudnica sa simptomima kovida 19 iz crnačkih zajednica i manjinskih etničkih grupa i taj podatak treba hitno istražiti.

### Uticaj pandemije kovida 19 na mentalno zdravlje
Pandemija kovida 19 koja neminovno rezultuje povećanim nivoom anksioznosti (strepnje) u opštoj populaciji, i verovatno će biti izraženija kod trudnica i njihove porodice, jer trudnoća sama po sebi predstavlja dodatni period neizvesnosti. Tačnije, ova strepnje će se verovatno  biti uzrokaovana:
- samim virusom
- uticajem socijalne izolacije na smanjenu podršku šire porodice i prijatelja
- potencijalno smanjenim finansijama domaćinstava
- promenama u antenatalnoj i drugoj nezi, uključujući i sastanke koji se menjaju iz neposrednih kontakata u virtuelni kontakte
- nesigurnost i nemogućnost pristupa sistemima podrške
- rizik od zlostavljanja u porodici ili nasilja tokom izolacije u nekoj sredini.

## Mere zaštite
Međutim, kako su saznanja još nedovoljna (mali broj studija) porođaj obolelih trudnica zahteva posebne procedure, prilikom porođaja bilo da se radi o carskom rezu ili klasičnom porođaju. Prema izjavama srpskih akušera, u pandemiji kovida 19:
| „ | ...postoji posebna zaštitna oprema za sve profesionace koji su neophodni u tom procesu, od anesteziologa i anestetičara, bar dva ginekologa koji rade carski rez, babice, neonatolog, neonatološka sestra, svi moraju biti maksimalno zaštićeni. | ” |

Ako se kod trudnice pojave izraženiji simptomi kovida 19 ili je oporavak od infekcije respiratornih puteva slične gripu produžen, to može biti znak da se razviila značajnija infekciju grudnog koša koja zahteva specijalizovanu negu.
Poboljšanje pristupa psihološkoj terapiji, kada je u uslovima izolacije kod trudnice došlo do narušavanja mentalnog zdrvalja, mora biti jedan od elemenata socijalne zaštite trudnica u pandemiji kovida 19.

### Preporuke trudnicama nakon trudnoće starije od 28 nedelja ili sa ranijim bolestima
Ako je trudnica u trećem tromesečju (trudna je više od 28 nedelja) ili ima ranije bolesti - poput bolesti srca ili pluća - preporučuje se: da radi od kuće gde je to moguće, izbegava  kontakt sa bilo kim koji ima simptome koronavirusa i značajno smanji nepotrebne socijalne kontakt .

## Uticaj koronavirusa na dete u trudoći ili tokom porođaja
Sve noviji dokazi govore da je prenošenje virusa korona s majke na dete tokom trudnoće ili porođaja (vertikalni prenos) verovatno. Bilo je izveštaja o jednom slučaju u kojem se to najveovatnije desilo, ali je beba otpuštena iz bolnice i dobrom je stanju. U svim ranije prijavljenim slučajevima infekcija je pronađena najmanje 30 sati nakon rođenja. Važno je naglasiti da je u svim prijavljenim slučajevima novorođenčad kod  koje se razvila koronavirusna infekcija vrlo brzo nakon rođenja, ozdravila.
S obzirom na trenutne dokaze, malo je verovatno da ako trudnica ima infekciju virusom može izazvati probleme u detetovim razvoju, jer trenutno nije primećen nijedan takav slučaj.
Neke bebe koje su u Kini rođene ženama sa simptomima koronavirusa rođene su prerano. Nejasno je da li je koronavirus uzrokovao rane trudove ili je preporučeno da se beba rodi rano kako bi se očuvalo zdravlje majke.

## Kućni ljubimci i trudoća
Trenutno nema dokaza da se životinje/kućni ljubimci poput pasa i mačaka trudnice mogu zaraziti koronavirusom.

## Dojenje deteta od strane zaražene majke
Trenutno nema dokaza koji bi sugerirali da se virus može preneti putem majčinog mleka. Infekcija se može proširiti na bebu na isti način kao i na bilo koga u bliskom kontaktu sa obolelom majkom. 
Trenutni dokaz da deca s koronavirusom dobijaju mnogo lakše simptome nego odrasli, a da prednostima dojenja nadmašuju potencijalne rizike prenošenja virusa majčinom mlekom ili bliskim kontaktom; odluka o dojenju mora biti individualna i o njoj se telefonom može razgovarati sa babicom, pedijatrom ili epidemiologom.
Ako se novorođenče hrani mlečnim formulama ili izmuženim mlekom majke, sa mlekom se mora pažljivo rukovati i obavezno sterilisati pre svake upotrebe. Takođe ne smeju se deliti boce ili pumpice za dojku sa nekim drugim.

## Mere prevencije

### Osnovne mere
Kako se trudnice zaštititi od koronavirusa i drugih infekcija u trudnoći treba da preduzmu sldeće mere:
- Prime vakcinu protiv kovida19, uključujući i buster dozu.
- Peru ruke dobro i često ili koristite sredstvo za dezinfekciju ruku sa najmanje 60% alkohola.
- Nose masku, prema preporuci zdravstvenih stručnjaka (na primer, kada su u javnosti ili u blizini drugih ljudi).
- Pokušaju da ne dodiruju oči, nos i usta.
- Drže se dalje od bolesnih ljudi.
- Drže najmanje odstojanje od 2 metra od ljudi sa kojima ne žive.
- Očistite i dezinfikujte stvari koje često dodiruju i drugi ljudi, kao što su telefoni, kvake i pultovi.

### Protokoli
Da bi se bolje zaštitile od virusa korona majke i njihove bebe, promenile su dotadašnje protokole u vezi s prenatalnom negom, porođajem i postnatalnim praćenjem. U skladu s preporukama ustanova za javno zdravstvo, mnoge zdravstvene ustanove su ograničili broj poseta koje su dozvoljene tokom trudnoće, dok su drugi premestili pružanje određenih usluge prenatalne nege iz zdravstvenih ustanova na komunikaciju sa trudnicam preko internet mreže (ukljućujući i telemedicinu) ili preko telefona za pacijente sa niskim rizikom.
Zbog toga je važno da se ovim promena u svojoj zemlji upoznaju sve trudnice, posebno sa onim organizacionim promenama koje su povezane sa hitnom medicinskom pomoći tokom trudnoće.

### Obavezni pregledi
Obavezni pregledi u trudnoći koje treba obaviti i u pandimiji kovida 19 su:
- Dabl test,
- Anatomski ultrazvuk sredinom trudnoće,
- U periodu od 28. do 32. nedelje trudnoće poželjna je provera rasta ploda.
- Pregled u slučaju nekih akutnih problema.

### Opšte mere
Sve trudnice trebale bi se pridržavaju sledećih mera:
- Smernica za socijalnu izolaciju ili distanciranje u pandemiji.[9]
- Smernice za pojedince i domaćinstva s mogućom infekcijom koronavirusom
- Smernice za zaštitu ljudi koje su iz medicinskih razloga definisane kao izuzetno ranjive od Kovid-19 (među koje spadaju i trudnice). To znači da ne bi trebale napuštati svoje domove, a unutar svojih domova trebalo bi da smanje nebitne kontakte sa drugim članovima svog domaćinstva. Na ovaj način se štite od visokog rizika od kontakta s virusom.[16]

## Prevremena trudnoća u pandemiji, da ili ne?
Neke bebe koje su u Kini rodile žene sa simptomima koronavirusa rođene su prerano. 
| „ | Međutim nejasno je da li je koronavirus uzrokovao rane trudove ili je preporučeno da se beba rodi rano kako bi se očuvalo zdravlje majke. | ” |

Zbog promena u pravilima zbrinjavanja trudnicai / ili straha od infekcije kovidom 19 u porodilištima, neke majke razmišljaju o promeni svog termina poroda, kako bi bolničko lečenje i boravak u bolnici zamenili prevremenim porođajem. Međutim pre nego što se na to odluće, važno je razmotriti što bi se moglo dogoditi ako nešto pođe po zlu i uporediti to sa zaštitnim merama koje već postoje u bolnicama, i koje su još uviek spremne za odgovarajuću brigu o trudnicama.
Iako pandemija kovida 19 može promeniti određeni stavove i rad u akušerskoj praksi, porodilištima i hitnim službama, to ne znači da se mora promeniti plan rođenja. Razgovor trudnic i saradnja sa medicinskim timom, je neophodna pre nego što se trudnica odlući da izvrši bilo kakvo prilagođavanje, izmenu termina rođenja.

## Vantelesna oplodnja u pandemiji
Procedura vantelesne oplodnje je u mnogim zemljama pa i Srbiji zaustavljena usled pogoršanja epidemiološke situacije izazvane koronavirusom, a nastavak procesa biće ponovo moguć kada se u tim zemljama uključujući i Srbiju stvore za to epidemiološki uslovi.

## Literatura
- ANZIC Influenza Investigators and Australasian Maternity Outcomes Surveillance System (2010). „Critical illness due to 2009 A/H1N1 influenza in pregnant and postpartum women: Population based cohort study”. BMJ. 340: c1279. PMC 2841744 . PMID 20299694. doi:10.1136/bmj.c1279.
- Zhang, J. P.; Wang, Y. H.; Chen, L. N.; Zhang, R.; Xie, Y. F. (2003). „Clinical analysis of pregnancy in second and third trimesters complicated severe acute respiratory syndrome”. Zhonghua Fu Chan Ke Za Zhi. 38 (8): 516—20. PMID 14521763..
- Liu, Yangli; Chen, Haihong; Tang, Kejing; Guo, Yubiao (2020). „Withdrawn: Clinical manifestations and outcome of SARS-CoV-2 infection during pregnancy”. Journal of Infection. PMC 7133645 . PMID 32145216. doi:10.1016/j.jinf.2020.02.028.
- Dong, Lan; Tian, Jinhua; He, Songming; Zhu, Chuchao; Wang, Jian; Liu, Chen; Yang, Jing (2020). „Possible Vertical Transmission of SARS-CoV-2 from an Infected Mother to Her Newborn”. JAMA. 323 (18): 1846—1848. PMC 7099527 . PMID 32215581. doi:10.1001/jama.2020.4621.
- Chen, Huijun; Guo, Juanjuan; Wang, Chen; Luo, Fan; Yu, Xuechen; Zhang, Wei; Li, Jiafu; Zhao, Dongchi; Xu, Dan; Gong, Qing; Liao, Jing; Yang, Huixia; Hou, Wei; Zhang, Yuanzhen (2020). „Clinical characteristics and intrauterine vertical transmission potential of COVID-19 infection in nine pregnant women: A retrospective review of medical records”. The Lancet. 395 (10226): 809—815. PMC 7159281 . PMID 32151335. doi:10.1016/S0140-6736(20)30360-3.
- Chen, Yan; Peng, Hua; Wang, Lin; Zhao, Yin; Zeng, Lingkong; Gao, Hui; Liu, Yalan (2020). „Infants Born to Mothers with a New Coronavirus (COVID-19)”. Frontiers in Pediatrics. 8: 104. PMC 7098456 . PMID 32266184. doi:10.3389/fped.2020.00104 .
- Li, Na; Han, Lefei; Peng, Min; Lv, Yuxia; Ouyang, Yin; Liu, Kui; Yue, Linli; Li, Qiannan; Sun, Guoqiang; Chen, Lin; Yang, Lin (2020). „Maternal and neonatal outcomes of pregnant women with COVID-19 pneumonia: A case-control study”. doi:10.1101/2020.03.10.20033605.
- Zhu, Huaping; Wang, Lin; Fang, Chengzhi; Peng, Sicong; Zhang, Lianhong; Chang, Guiping; Xia, Shiwen; Zhou, Wenhao (2020). „Clinical analysis of 10 neonates born to mothers with 2019-nCoV pneumonia”. Translational Pediatrics. 9 (1): 51—60. PMC 7036645 . PMID 32154135. doi:10.21037/tp.2020.02.06 .
- Wang, L.; Shi, Y.; Xiao, T.; Fu, J.; Feng, X.; Mu, D.; Feng, Q.; Hei, M.; Hu, X.; Li, Z.; Lu, G.; Tang, Z.; Wang, Y.; Wang, C.; Xia, S.; Xu, J.; Yang, Y.; Yang, J.; Zeng, M.; Zheng, J.; Zhou, W.; Zhou, X.; Zhou, X.; Du, L.; Lee, S. K.; Zhou, W. (2020). „Chinese expert consensus on the perinatal and neonatal management for the prevention and control of the 2019 novel coronavirus infection (First edition)”. Annals of Translational Medicine. 8 (3): 47. PMC 7036629 . PMID 32154287. doi:10.21037/atm.2020.02.20 ..
- Chen, S.; Huang, B.; Luo, D. J.; Li, X.; Yang, F.; Zhao, Y.; Nie, X.; Huang, B. X. (2020). „Pregnancy with new coronavirus infection: Clinical characteristics and placental pathological analysis of three cases”. Zhonghua Bing Li Xue Za Zhi = Chinese Journal of Pathology. 49 (5): 418—423. PMID 32114744. doi:10.3760/cma.j.cn112151-20200225-00138.
- Fan, Cuifang; Lei, Di; Fang, Congcong; Li, Chunyan; Wang, Ming; Liu, Yuling; Bao, Yan; Sun, Yanmei; Huang, Jinfa; Guo, Yuping; Yu, Ying; Wang, Suqing (2021). „Perinatal Transmission of 2019 Coronavirus Disease–Associated Severe Acute Respiratory Syndrome Coronavirus 2: Should We Worry?”. Clinical Infectious Diseases. 72 (5): 862—864. PMC 7184438 . PMID 32182347. doi:10.1093/cid/ciaa226.

## Spoljašnje veze
- {{cite web|author= |title= (jezik: engleski)
- Kada potražiti hitnu pomoć tokom pandemije COVID-19 (jezik: engleski)

|  | Molimo Vas, obratite pažnju na važno upozorenje u vezi sa temama iz oblasti medicine (zdravlja). |